# Glória de Dourados
Glória de Dourados är en kommun i Brasilien.   Den ligger i delstaten Mato Grosso do Sul, i den södra delen av landet, 1 000 km sydväst om huvudstaden Brasília. Antalet invånare är 9 928.
Trakten runt Glória de Dourados består i huvudsak av gräsmarker. Runt Glória de Dourados är det mycket glesbefolkat, med 2 invånare per kvadratkilometer.